# عقاب طلای آمریکایی
عقاب طلای آمریکایی یک سکه رسمی شمش طلا در ایالات متحده است. تحت قانون سکه شمش طلا در سال ۱۹۸۵ مجاز شد، اولین بار توسط ضرابخانه ایالات متحده در سال ۱۹۸۶ ضرب شد؛ زیرا اصطلاح " عقاب " همچنین نام رسمی ایالات متحده برای سکه‌های طلای ده دلاری قبل از ۱۹۳۳ می‌باشد، وزن سکه شمش معمولاً هنگام توصیف به عقاب طلای آمریکایی گفته می‌شود (مثلاً "۱/۲ اونس عقاب طلای آمریکایی") و این به منظور جلوگیری از سردرگمی است. این امر به ویژه در مورد عقاب طلایی آمریکایی ۱/۴ اونس که دارای ارزش اسمی مشخص ده دلار است صادق است.
| فرقه       | ۱/۱۰ اونس تروی               | ۱/۴ اونس تروی                | ۱/۲ اونس تروی                 | ۱ اونس تروی                   |
| ---------- | ---------------------------- | ---------------------------- | ----------------------------- | ----------------------------- |
| قطر        | ۱۶٫۵ میلی‌متر                 | ۲۲ میلی‌متر                   | ۲۷ میلی‌متر                    | ۳۲٫۷۰ میلی‌متر                 |
| ضخامت      | ۱٫۱۹ میلی‌متر                 | ۱٫۸۳ میلی‌متر                 | ۲٫۲۴ میلی‌متر                  | ۲٫۸۷ میلی‌متر                  |
| وزن ناخالص | ۰٫۱۰۹۱ تروی اونس (۳٫۳۹۳ گرم) | ۰٫۲۷۲۷ تروی اونس (۸٫۴۸۳ گرم) | ۰٫۵۴۵۴ اونس تروی (۱۶٫۹۶۵ گرم) | ۱٫۰۹۰۹ تروی اونس (۳۳٫۹۳۱ گرم) |
| ارزش اسمی  | ۵ دلار                       | ۱۰ دلار                      | ۲۵ دلار                       | ۵۰ دلار                       |

ترکیب آلیاژ عیار ۲۲ سکه‌های عقاب طلا برابر است با ترکیب آلیاژ عیار ۲۴ سکه بوفالو طلای که کاملاً از طلای مرغوب ۰٫۹۹۹۹ ضرب شده‌است و بنابراین وزن کمتری دارد (۱ اونس تروی یا ۳۱٫۱۰۳۵ گرم ناخالص).